# Clara Dobbertin
Clara Dobbertin (* 1988 in Frankfurt am Main) ist eine deutsche Theaterregisseurin.

## Leben
Clara Dobbertin studierte Literatur-, Kunst-, Medienwissenschaft und Französisch an der Universität Konstanz und der Université Lumière Lyon sowie Theaterwissenschaft und Kunstgeschichte an der Universität Bern.
Erste Regiehospitanzen absolvierte sie am Stadttheater Konstanz. Sie assistierte in der freien Szene Frankfurts am Theater Willy Praml und war von 2015 bis 2019 Regieassistentin am Schauspielhaus Zürich. Seit 2018 zeigt sie eigene Regiearbeiten, wie die Stückentwicklung „Super Food Heroes“ (Premiere im Januar 2018), eingeladen zum Festival „Summer Up“ am Nationaltheater Mannheim, und die Inszenierung von Thomas Melles „Versetzung“ (Premiere im Januar 2019). Seit Sommer 2019 ist sie als freie Regisseurin, Produzentin und Dramaturgin tätig. 
Sie gründete gemeinsam mit Daniela Guse das deutsch-schweizerischen Theaterkollektiv RITA, welches mit wechselnden Kollaborateuren und in unterschiedlichen Kontexten performative Projekte und Inszenierungen zu aktuellen Diskursen erarbeitet.

## Inszenierungen (Auswahl)

### Regie
- 2021: Oma Paloma, Kollektiv RITA, Hyperlokal Zürich
- 2020: Oma Paloma, Kollektiv RITA, Theater am Gleis Winterthur
- 2020: (No) Time for Utopia, Kollektiv RITA, INKUBATOR Rote Fabrik Zürich
- 2019: Play Liebe, Bluespots Productions, Augsburg
- 2019: Versetzung, Schauspielhaus Zürich
- 2018: Super Food Heroes, Schauspielhaus Zürich (weitere Spielorte: Theaterfestival SummerUp am Nationaltheater Mannheim Juli 2019 und Kunsthaus Steffisburg Juli 2020)

### Szenische Einrichtung
- 2019: Ich bewegte mich auf hundert Wegen zugleich..., Schauspielhaus Zürich

### Dramaturgie/Mitarbeit
- 2022: Heidi, nach Johanna Spyri, Theater im Märliwald (Regie: Nico Jacomet)
- 2022: Letzte Runde, Theater Winkelwiese (Regie: Manuel Bürgin)
- 2021: Swiss Connection, Theater Winkelwiese, Produktionsleitunsgassistenz (Regie: Manuel Bürgin)
- 2019: Pop Up Magazin: Breaking Bad, Breaking Good – Ausbruch aus der Wirklichkeit, Schauspielhaus Zürich.
- 2018: Angriffe auf Anne, ZHdK (Regie: André Willmund)